# Archicollinella caerulea
Archicollinella caerulea är en tvåvingeart som först beskrevs av Oswald Duda 1925.  Archicollinella caerulea ingår i släktet Archicollinella och familjen hoppflugor. Inga underarter finns listade i Catalogue of Life.